# Náboženství a sexualita

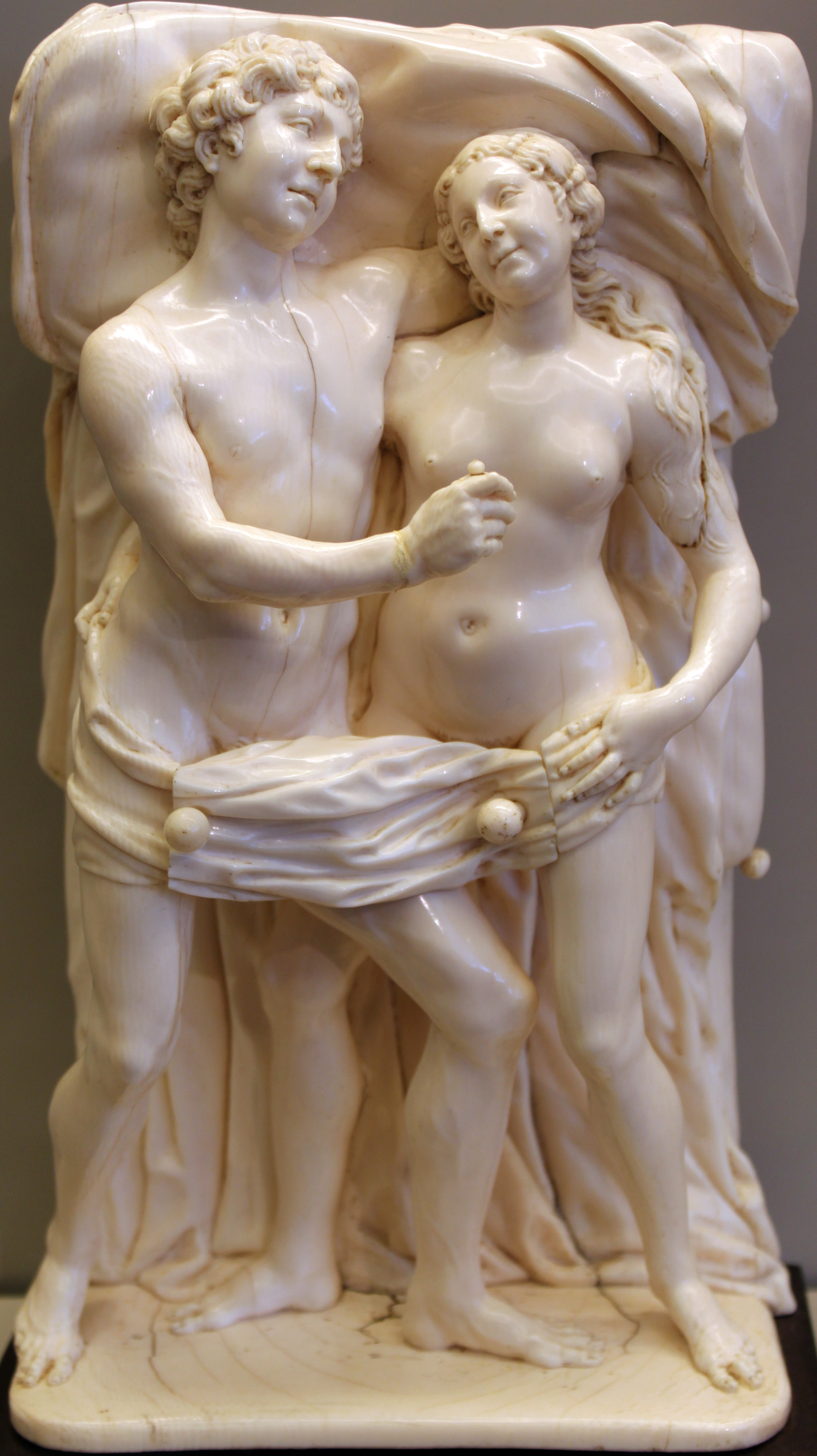
Hegewald: Adam a Eva

Většina světových náboženství se snaží řešit morální otázky související s lidskou sexualitou. Všechny náboženské systémy obsahují morální kodexy týkající se sexuality.
Tyto morální kodexy se snaží regulovat situace, které mohou vést ke vzniku sexuálního zájmu a ovlivňovat sexuální chování lidí. Tzv. „sexuální omezení“ je jedním z univerzálií kultury příznačné pro všechny lidské společnosti.

## Sexualita v křesťanství

### Sexualita a Římskokatolická církev
Pohlavnost je zaměřena na manželskou lásku muže a ženy. V manželství se stává tělesná intimita manželů znamením a zárukou duchovního společenství. Manželské svazky mezi pokřtěnými jsou posvěceny svátostí. (Katechismus Římskokatolické církve)

### Sexualita a Českobratrská církev evangelická
Českobratrská církev evangelická (ČCE) nedává jednoznačný návod či odpověď. Nenechává však své členy bez návodu či orientace. Řády církve, vzešlé z poslušnosti Božího Slova a následování Krista, očekávají, že člen církve projevuje věrnost a úctu k základům vyznání ČCE a nerozchází se zjevně, trvale a pohoršlivě svým způsobem života, svým vztahem k bližním nebo svou činností s cestou života, kterou mu svědectví Písma nabízí.

## Sexualita v islámu
Podle zvyklostí je povinností manželky vstoupit do manželství jako panna. V opačném případě se s ní manžel může okamžitě rozvést, což zase znamená společenskou ostrakizaci ženy. Hymenoplastika není výjimkou.

## Situace nových náboženských hnutí
Některá nová náboženská hnutí vzbudila mediální zájem právě svým vztahem k sexualitě, nezdravými vztahy v náboženských komunitách nebo naopak případy sexuálního násilí a zneužívání. V českém prostředí vzbudila pozornost kauza guru Járy. Ve Spojených státech se jednalo například o případy v Církvi Ježíše Krista Svatých posledních dnů.